# Naimette-Xhovémont
 (février 2018).
Si vous disposez d'ouvrages ou d'articles de référence ou si vous connaissez des sites web de qualité traitant du thème abordé ici, merci de compléter l'article en donnant les références utiles à sa vérifiabilité et en les liant à la section « Notes et références ».
Naimette-Xhovémont [nɛmɛt (h)ɔvemɔ̃] est un quartier de la ville de Liège situé entre le quartier administratif de Sainte-Walburge et celui de Sainte-Marguerite. Administrativement, il est à cheval sur ces deux entités. Il est situé sur la rive gauche de la Meuse, au nord-ouest du centre-ville. Parfois appelé le Montmartre liégeois, ce quartier de ruelles pavées et pentues recèle de superbes jardins privés, parfois ouverts au public.
Sur les hauteurs se situe un complexe sportif de la Province de Liège, occupé par le RFC Liège Athlétisme et le RFC Liégeois Rugby. Le nom du quartier a inspiré celui du géant Xhovémont, mascotte du RFC Liégeois Rugby. Les terrains de football de la Royale Union Sportive Gold Star Liège se trouvent juste en dessous de ce complexe sportif.

## Signification de «Xhovémont»
Xhovémont est situé entre deux fonds, le Val du Moulin (Molinvaux) et Falcompire (Fond Pirette). Étymologiquement, Xhovémont viendrait de « mont balayé par les vents » (en wallon, hover signifie balayer). Le « X » initial étant à l'origine d'une croix de saint André placée par les scribes, pendant le Régime français (1795-1815), devant le « H » pour signifier qu'il était aspiré.
Plusieurs orthographes furent utilisées pour nommer le quartier : Scovémont, Hovémont, et l'actuel Xhovémont,.

## Le parc de Xhovémont
Ce quartier comprend aussi un parc, propriété de la Ville de Liège, le parc de Xhovémont. En 1920, ce parc était privé et s’appelait, le parc Heuvelmans où siégeait une maison à qui celui-ci devait son nom. Cette maison a laissé la place à l'école communale Xhovémont. Ce parc arboré est délimité par les rues Xhovémont, Naimette, des Métiers et l'école. Ce parc comprend des arbres remarquables : grands hêtres, séquoias, Ginkgo biloba, hêtre pleureur, frêne, ifs…

## Les rues du quartier

### Rue Xhovémont
La rue est une des plus anciennes artères de Liège située extra-muros, elle prend naissance en son sommet à partir de la place Jules Seeliger, et est ponctuée par la chapelle de Xhovémont, dont la construction remonterait au XVIIe siècle, vers 1678 (côté gauche en descendant). Elle traverse un grand rond-point (jonction du boulevard Léon Philippet et du boulevard des Hauteurs), et longe ensuite par la gauche l'école communale de Xhovémont et le parc pour aboutir sur le haut de la rue Hocheporte au pied de la rue Naimette. Elle est une ancienne artère pavée reliant Liège aux hauteurs de la ville.

### Rue Naimette

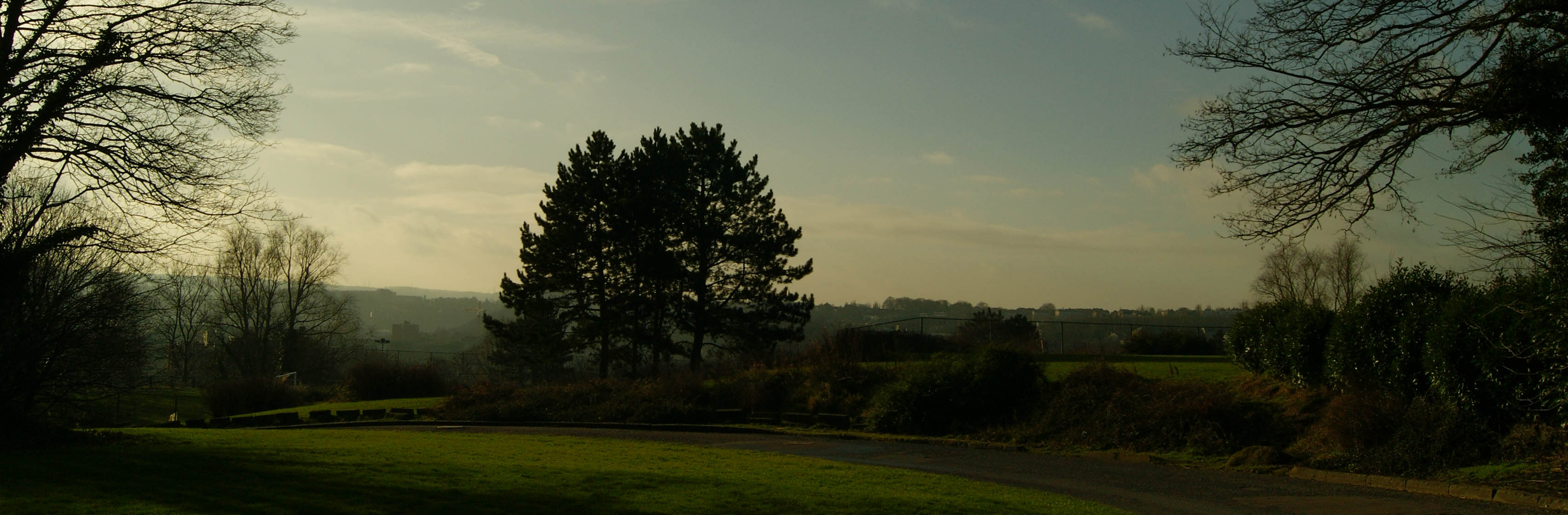
Vue au sommet de la rue Naimette.

Elle se situe entre la rue Hocheporte et le boulevard Léon Philippet. Très ancienne rue pavée fort raide, elle tient son nom d'un propriétaire de jadis. Elle fut légèrement déviée lors de l'aménagement d'un second terrain de rugby au complexe sportif de Naimette-Xhovémont. Longeant celui-ci, sa dernière partie est un chemin piéton, dans un petit bois, aboutissant au boulevard Philippet non loin de l'entrée du complexe.
La rue est bordée de murailles et d'ancienne battisses.

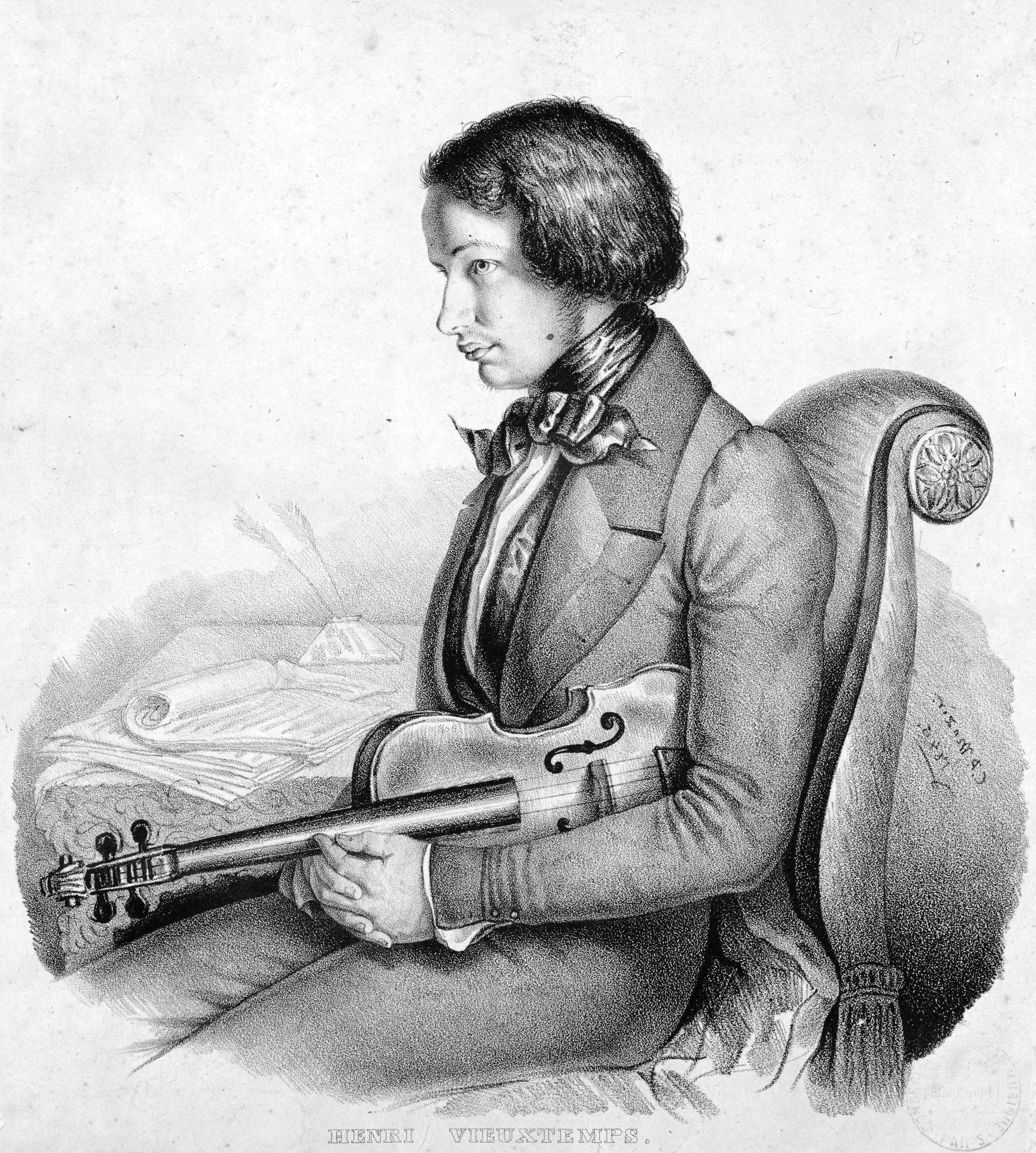
Henri Vieuxtemps(1820-1881): Grand violoniste liégeois

### Rue Henri-Vieuxtemps
Elle est située entre la rue Hocheporte et la rue Isi Collin. Elle a été nommée ainsi en l'honneur de l'enfant prodige de la musique Liégeoise. Henri Vieuxtemps, né à Verviers en 1820, fut le plus illustre violoniste de l'école liégeoise. Il mourut en 1881.
En 1923, la rue était encore une impasse qui donnait sur une vieille ferme : l'impasse Lacroix, l'actuelle rue du Général Modard. Une fois la vieille ferme abattue, elle put rejoindre la rue Isi collin en dominant en son milieu le carrefour de Fontainebleau. Ce carrefour est accessible par la rue Henri Vieuxtemps, via des escaliers se trouvant en face de la rue du Général Modard.

### Rue du Général Modard
Il s'agit d'une impasse qui date de 1944, un cul-de-sac donnant uniquement sur la rue Henri Vieuxtemps. Cette impasse possède toutefois une série d'escaliers sur un rempart, permettant aux piétons d'accéder au bas de la rue Henri Vieuxtemps (côté Hocheporte).
Jadis elle se nommait "impasse Lacroix" et était occupée par une grande ferme. Cette impasse clôturait la rue Henri Vieuxtemps. Aujourd'hui, elle doit son nom à Maurice Modard (1886-1947). Militaire blessé au fort de Loncin le 15 août 1914, il gravira les échelons pour devenir colonel et commandant de la place de Liège lors de la Deuxième Guerre mondiale. Il fut également résistant armé durant cette guerre.

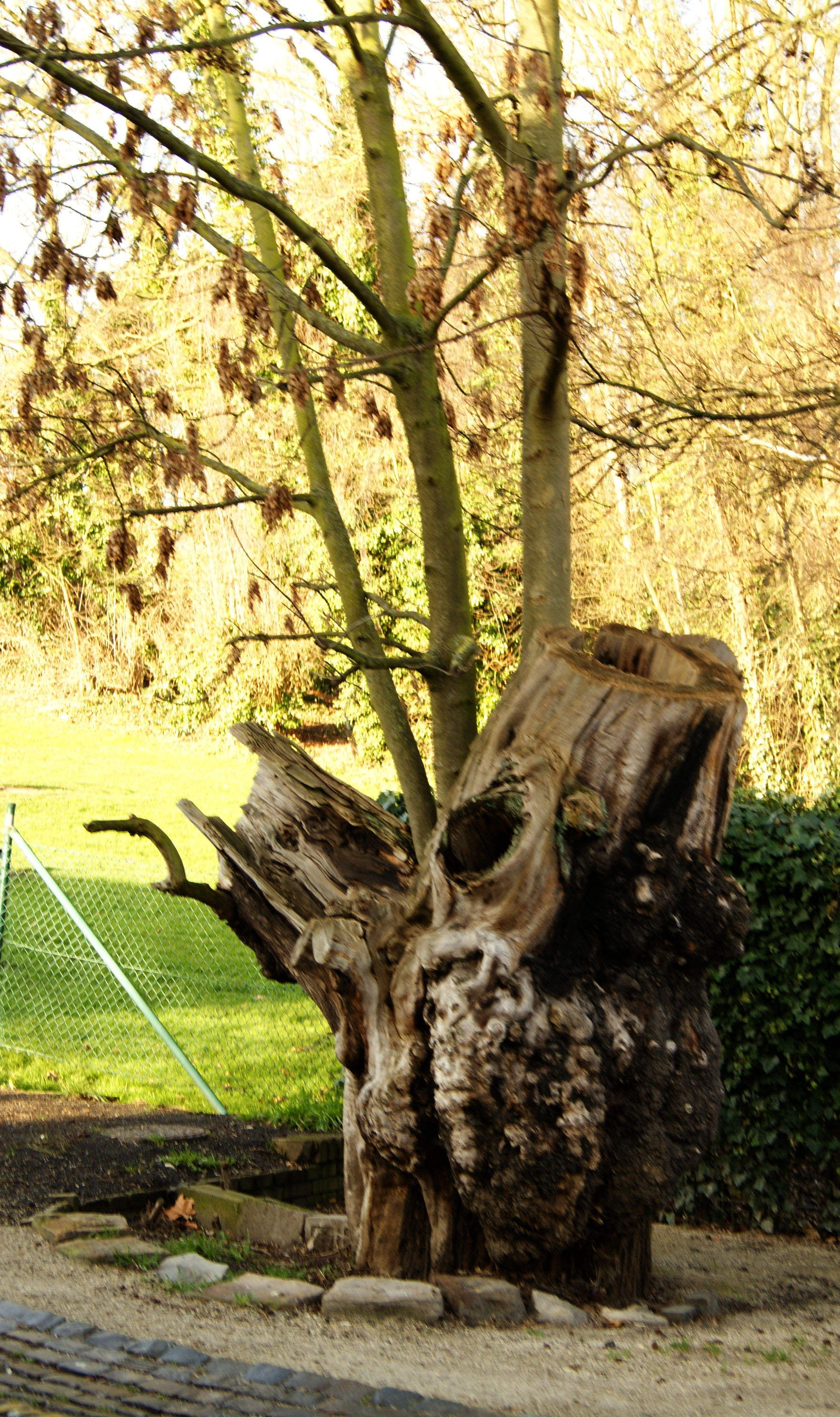
Souche d'un des châtaigniers de la rue Isi Collin.

### Rue Isi Collin
Cette rue relie la rue Henri Vieuxtemps à la rue Naimette. Ancienne rue pavée, elle se nomma tout d'abord la rue des Deux Marronniers (1940), le temps que les autorités communales s’aperçoivent qu'il s'agissait en fait de deux châtaigniers. Ce qui en fit la rue des deux Châtaigniers. Une souche est encore présente aujourd'hui. C'est en 1946, que la rue devint la rue Isi Collin, dédiée ainsi à ce journaliste et poète liégeois (1873-1931).

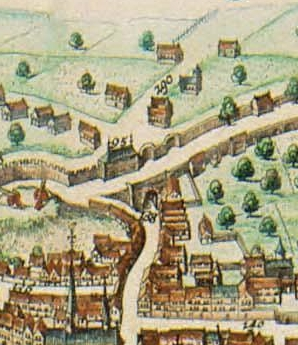
Hocheporte

### Rue Hocheporte
Cette artère commence dans le quartier de Sainte-Marguerite, rue Saint-Séverin et aboutit aux pieds des rues Naimette et Xhovément, en formant toutefois une boucle qui se termine en impasse. Cette très ancienne voie est scindée en deux parties, par la rue Louis Fraigneux 
Hocheporte était jadis une porte d'accès à la ville, dans les remparts du Liège du XIIe siècle. Le nom trouve son origine dans l'abbaye de Hocht qui reçut les revenus de passage consacrés par le Prince-évêque Hugues de Pierrepont.

### Rue Georges Rem
C'est la rue qui rejoint la rue Xhovémont, à partir de la rue Naimette (haut). Cette rue s’appelait autrefois la rue des Artisans. Elle fut construite en 1872 à la place d'une propriété appartenant à une ancienne communauté chrétienne dite de « tertiaires ». Elle prit le nom actuel en 1977.
George Rem fut un homme politique, journaliste et historien, mais surtout un écrivain Liégeois (1899-1974), nom de plume de George Remy qui vécut rue Hocheporte.

### Rue des Métiers
Comme la rue Georges Rem, la rue des Métiers lie la rue Naimette à la rue Xhovémont, elle est en fait sa parallèle et date de 1873. Elles se joignent d'ailleurs en leurs milieux par un petit bras de rue .
Elle borde le bas du parc de Xhovémont, et fut nommée de la sorte en référence au 32 bons métiers de la Cité de Liège qui jouèrent un rôle essentiel tout au long de l'histoire de la ville.

### Rue sans nom
Une des voies du quartier ne porte pas de nom. Cette rue prend naissance à la jonction des rues Henri-Vieuxtemps et Isi Collin, elle donnait accès au club de football la Royale Union Sportive Gold Star Liège et était une rue privée jusqu'au début des années 2000. Ouverte à la circulation, elle rejoint désormais en son sommet le haut de la rue Naimette.
Cette rue fut nommée, officieusement, la rue de l'Arbre Rouge en référence à un arbre mort passé au latex vermillon. Cette appellation n'a jamais été officialisée.